# Exile (газета)
Это статья о газете, о серии компьютерных ролевых игр см. Exile (серия игр)
The eXile — англоязычная газета, до 2008 года издававшаяся в Москве 1 раз в две недели. С лета 2008 года издаётся в Панаме под названием The Exiled. Основана в 1997 году американским журналистом Марком Эймсом. В газете публиковались материалы о проститутках, стрип-барах, ночных клубах Москвы, политические комментарии, журналистские расследования, обзоры фильмов и книг. По состоянию на 2006 год выходила тиражом 25 тыс. экземпляров и имела 125 тыс. уникальных посетителей сайта каждые две недели.
В июне 2008 года редакцию газеты посетили сотрудники Федеральной службы по надзору в сфере массовых коммуникаций, связи и охраны культурного наследия, которые интересовались публикацией статей Эдуарда Лимонова. По словам Эймса, чиновники сообщили ему, что проверка связана с жалобами читателей, которые утверждали, что газета «унижает Россию» и «насмехается над русской культурой и русскими традициями». Газета была оштрафована за «административные нарушения».
10 июня 2008 года на сайте The eXile появилось обращение колумниста Гэри Бречера, в котором он просил читателей о материальных пожертвованиях в пользу газеты в связи с финансовыми трудностями её выпуска. На новом сайте exiledonline.com имеется датируемая 22 июня страница «The eXile: Banned in Russia!» со ссылками на другие издания, по мнению которых, закрытие газеты объясняется цензурой.